# Edmundo Guillén

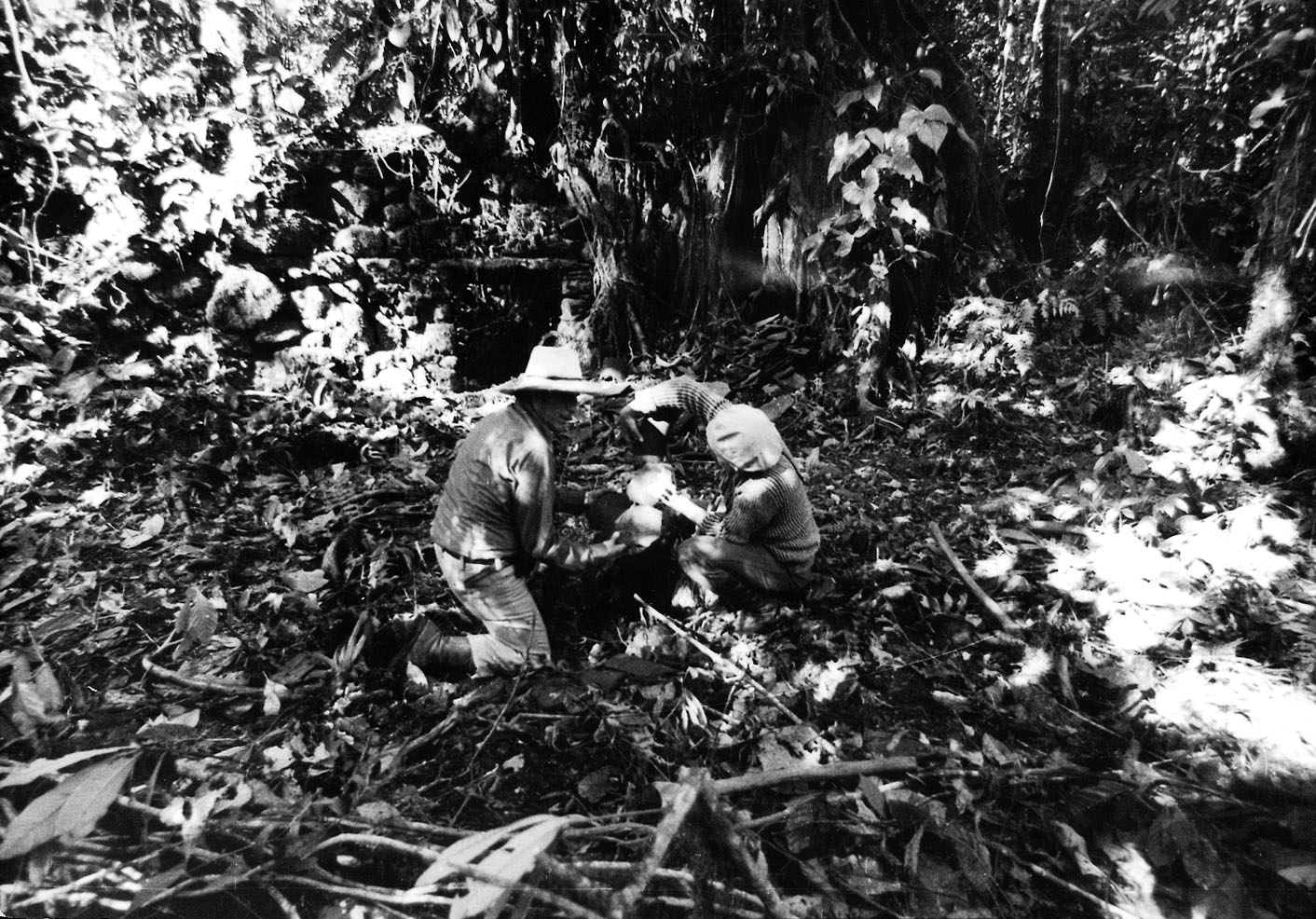
Edmundo Guillén i Elżbieta Dzikowska w ruinach Vilcabamby, zdjęcie wykonał Tony Halik

Edmundo Guillén (ur. 1921, zm. 2005) – peruwiański nauczyciel, prawnik, pisarz, podróżnik i odkrywca. 
W 1976 roku był organizatorem i uczestnikiem ekspedycji, w której uczestniczyli m.in. Tony Halik i Elżbieta Dzikowska, i która dostarczyła pierwszy dowód potwierdzający lokalizację legendarnej stolicy Inków Vilcabamby.